# Claudio Durán y Ventosa
Claudio Durán y Ventosa (Barcelona, 12 de marzo de 1864-27 de noviembre de 1925) fue un arquitecto modernista español, hijo del político Manuel Durán y Bas y hermano del político Luis Durán y Ventosa. 
Estudió en la Escuela de Arquitectura de Barcelona, donde se tituló en 1888. Fue arquitecto municipal de Horta (1894-1903), San Martín de Provensals (1894-1896), Barcelona (1914-1924) y diocesano de Solsona (1892-1925). Entre sus obras destacan: la fábrica Tecla Sala en Hospitalet de Llobregat (1892), el Ateneo Molletense en Mollet del Vallés (1902-1903), la casa Cuadras Feliu en Barcelona (1903-1904), la fábrica de Productos Tartáricos Joan Llopart en Barcelona (1910), el Real Tiro de Pichón en Alicante (1911-1912), el almacén de cereales Manuel Mariné Molins en Barcelona (1915-1917), la casa Cañellas en Barcelona (1919), la casa Pomés en Barcelona (1919-1921), la casa Sala Barnadas en Barcelona (1922) y las casas Pi Sabí en Barcelona (1924).